# Pertusariaceae
Pertusariaceae es una familia de hongos liquenizados en el orden Pertusariales.